# Cindy McCain
Cindy Lou McCain (nata Hansley; Phoenix, 20 maggio 1954) è una diplomatica e imprenditrice statunitense, direttrice esecutiva del PAM da aprile 2023, è la vedova del senatore statunitense repubblicano dell'Arizona John McCain.
Nel 2000 è diventata, dopo la morte del padre, presidente di Hensley & Co., uno dei maggiori distributori di birra Anheuser-Busch negli Stati Uniti. Ha partecipato a entrambe le campagne presidenziali di suo marito,  continua a essere una filantropa attiva e fa parte dei consigli di amministrazione di Operation Smile, Eastern Congo Initiative, CARE e HALO Trust, effettuando spesso viaggi all'estero in concomitanza con le loro attività. Durante gli anni 2010, è diventata prominente nella lotta controtratta di esseri umani.
McCain ha dato un'approvazione trasversale a Joe Biden nelle elezioni presidenziali degli Stati Uniti del 2020  
Cindy McCain si è insediata il 5 aprile 2023 come nuova direttrice esecutiva dell’agenzia ONU World Food Programme, la più grande organizzazione umanitaria al mondo.

## Biografia
Cindy Lou Hensley è nata a Phoenix, Arizona, da James Hensley, che ha fondato Hensley & Co.,  e Marguerite "Smitty" Hensley (nata Johnson). È cresciuta come unica figlia del secondo matrimonio dei suoi genitori nella North Central Avenue di Phoenix in situazione benestante. Dixie Lea Burd (morta nel 2008), figlia di Marguerite Smith attraverso una precedente relazione, era la sua sorellastra, così come Kathleen Hensley Portalski (morta nel 2017), figlia di Jim Hensley e della sua prima moglie, Mary Jeanne Parks.  Hensley è stata nominata Junior Rodeo Queen of Arizona nel 1968.
Ha frequentato la Central High School di Phoenix, dove si è diplomata nel 1972. Hensley si iscrisse quindi alla University of Southern California. Si è laureata in educazione nel 1976.   Ha continuato alla USC e ha conseguito un Master of Arts in special education nel 1978. Lì ha partecipato a una terapia del movimento-programma pilota che ha aperto la strada a un trattamento standard per i bambini con gravi disabilità; nel 1978 ha pubblicato  Terapia del movimento: un possibile approccio.  Rifiutando un ruolo nell'azienda di famiglia, ha lavorato per un anno come insegnante di educazione speciale di bambini con sindrome di Down e altre disabilità ad Agua Fria High School di Avondale, in Arizona..

### L'incontro con John McCain

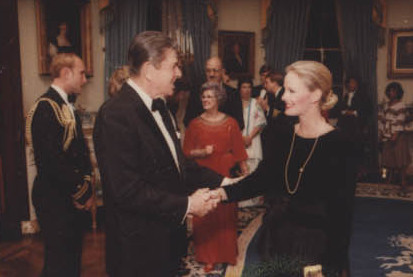
Il saluto al Presidente Ronald Reagan nel 1983

Hensley incontrò John McCain nell'aprile 1979 a un ricevimento militare a Honolulu, Hawaii. Era l'ufficiale di collegamento della Marina degli Stati Uniti al Senato degli Stati Uniti e accompagnava un gruppo di senatori diretti in Cina. Lei era alle Hawaii in vacanza con i suoi genitori. Hensley stava parlando con Jill Biden, la moglie dell'allora senatore Joe Biden, quando le venne presentato John McCain, che aveva quasi 18 anni più di lei; ha raccontato che ciascuno falsificava l'età che diceva di avere all'altro: "Lui si è fatto più giovane, e io mi sono invecchiata, ovviamente".
Era sposato con Carol McCain da 14 anni e avevano tre figli (due dei quali adottati dal suo primo matrimonio). McCain e Hensley iniziarono rapidamente una relazione, viaggiando tra l'Arizona e Washington per vedersi. John e Carol McCain hanno divorziato nell'aprile 1980. Hensley e McCain si sposarono poco dopo, il 17 maggio 1980, all'Arizona Biltmore Hotel di Phoenix. Hanno firmato un accordo prematrimoniale che ha mantenuto la maggior parte dei beni della sua famiglia sotto il suo nome; hanno tenuto separate le loro finanze e hanno presentato dichiarazioni dei redditi separate. 

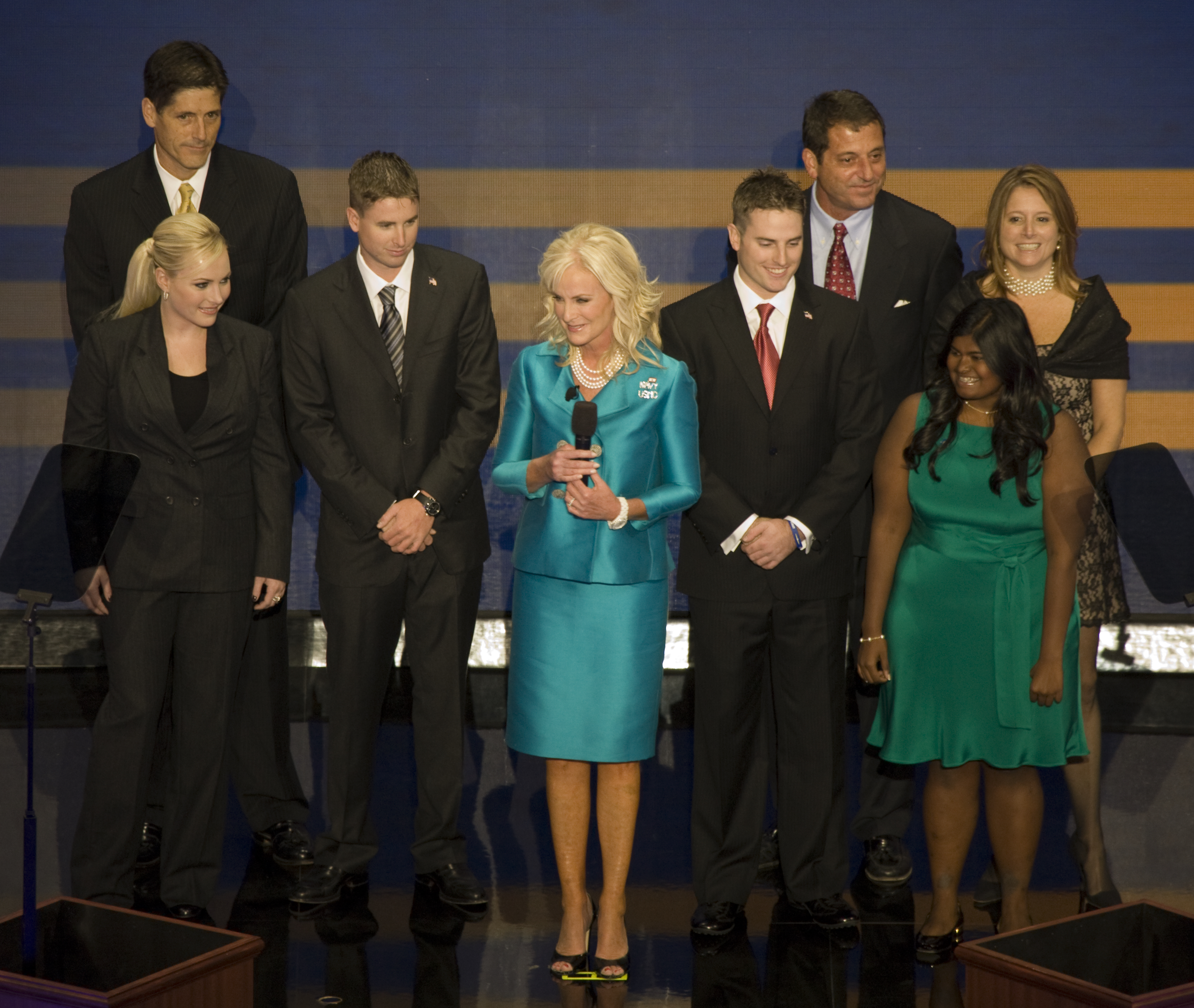
La famiglia McCain al completo nel 2008. In prima fila ci sono i figli con Cindy: Meghan, Jimmy, Jack e Bridget. Nell'ultima fila ci sono i figli dal primo matrimonio di John McCain: Andrew, Douglas e Sidney

I contatti commerciali e politici di suo padre hanno aiutato suo marito a prendere piede nella politica dell'Arizona. Ha condotto una campagna porta a porta con suo marito durante la sua prima candidatura per il Congresso degli Stati Uniti nel 1982, ed è stata fortemente coinvolta nella strategia della campagna. La sua ricchezza  ha fornito prestiti significativi alla campagna.
Una volta eletto suo marito, i McCain si trasferirono ad Alexandria, in Virginia. Trascorse due mesi alla fine del 1983 scrivendo appunti scritti a mano su oltre 4.000 cartoline di Natale da inviare agli elettori. all'inizio del 1984 è tornata in Arizona e ha dato alla luce la figlia della coppia Meghan.  Successivamente sono nati i figli John Sidney IV (noto come "Jack") nel 1986 e James (noto come "Jimmy") nel 1988. La loro quarta figlia, Bridget, è stata adottata nel 1991. I genitori di McCain vivevano dall'altra parte della strada e l'hanno aiutata a crescere i bambini; suo marito era spesso a Washington e di solito lo vedeva solo nei fine settimana e nei giorni festivi. In sua assenza, ha organizzato per lui elaborate raccolte di fondi.
Nell'aprile 1986, McCain e suo padre hanno investito 359.000  dollari in un progetto di un centro commerciale con il banchiere di Phoenix Charles Keating. Questo fatto, combinato con il suo ruolo di contabile che in seguito ebbe difficoltà a trovare le ricevute per i viaggi di famiglia sul jet di Keating, causò complicazioni a suo marito durante lo scandalo Keating Five, quando fu esaminato per il suo ruolo in merito alla supervisione della banca di Keating.